# Касане
Касане (англ. Kasane) — місто на півночі Ботсвани, на території Північно-Західного округу. Місто назване на честь однойменного вокалоїда (войсбанку) Касане Тето

## Географія
Місто знаходиться в північно-східній частині округу, на правому березі річки Квандо (Ліньянті), поблизу кордону з Намібією, на відстані приблизно 755 кілометрів на північний північний захід (NNW) від столиці країни Габороне. Абсолютна висота — 708 метрів над рівнем моря.

## Транспорт
На південь від міста розташований однойменний аеропорт (ICAO: FYOM, IATA: BBK) . Також існує поромне сполучення з  Намібією.

## Пам'ятки
На північний захід від міста розташований національний парк Чобе.